# Janice Rankin
Janice Watt, coniugata Rankin (Inverness, 8 febbraio 1972), è un'ex giocatrice di curling britannica.

## Biografia
Partecipò all'età di 30 anni ai XIX Giochi olimpici invernali edizione disputata a Salt Lake City (Stati Uniti d'America) nel 2002, riuscendo ad ottenere la medaglia d'oro nella squadra britannica con le connazionali Fiona MacDonald, Debbie Knox, Margaret Morton e Rhona Martin.
Nell'edizione la nazionale svizzera ottenne la medaglia d'argento, la canadese quella di bronzo.